# トラウン川
トラウン川（ドイツ語: Traun）は、オーストリアを流れる河川。ドナウ川の支流で、長さは153km。
水源はシュタイアーマルク州のトーテス山脈で、ザルツカンマーグトエリアやハルシュタット湖やトラウン湖を流れ、リンツ近郊でドナウ川と合流する。

## 流域自治体
- バート・イシュル
- グムンデン
- ヴェルス
- トラウン